# 2000 في سوريا
فيما يلي قوائم الأحداث التي وقعت خلال عام 2000 في سوريا.

## أحداث
- 1 يناير – الانتخابات الرئاسية في سوريا 2000

## سياسة

### تعيين في المنصب
- 17 يوليو – بشار الأسد رئيس سوريا.

### انتهاء فترة المنصب
- 7 مارس – محمود الزعبي رئيس وزراء سوريا.
- 10 يونيو – حافظ الأسد رئيس سوريا.

## أفلام
من الأفلام التي صدرت هذه السنة في سوريا:
- 1 يناير – الرجل ذو النعل الذهبي من إخراج عمر أميرلاي.

## مواليد

### يناير
- 1 يناير – رولا حيدر مذيعة سورية.
- 1 يناير – عبد الإله البشير
- 1 يناير – محمد آل رشي
- 1 يناير – نواف الفارس

## وفيات

### يناير
- 1 يناير – جمال الأتاسي (مواليد 1922) سياسي سوري.

### مايو
- 21 مايو – محمود الزعبي (مواليد 1938) سياسي سوري.

### يونيو
- 10 يونيو – حافظ الأسد (مواليد 1930) رئيس سوريا الأسبق..

### أغسطس
- 11 أغسطس – قسطنطين زريق (مواليد 1909) مؤرخ سوري.
- 12 أغسطس – جان كارزو (مواليد 1907) رسام فرنسي.

### أكتوبر
- 31 أكتوبر – إكرام أنطاكي (مواليد 1948)